# 安謝テレビ中継局
安謝テレビ中継局（あじゃテレビちゅうけいきょく）は、かつて沖縄県那覇市曙に置かれていたテレビの中継局（ミニサテライト局）である。

## 概要
那覇市内の高層マンション等の建設で親局からの受信障害となっている那覇市安謝周辺を改善するために、1983年に那覇新港ふ頭に近い那覇市曙のマンションの屋上に、浦添市牧港（沖縄電力牧港火力発電所の煙突部）にある宜野湾テレビ中継局を経由しての中継局が設置された。ちなみに親局送信所からの距離は同中継局よりも近い。

## 送信設備
| チャンネル | 放送局名           | 空中線 電力         | ERP                  | 放送対象地域 | 放送区域 内世帯数 | 開局日          |
| ---------- | ------------------ | ------------------- | -------------------- | ------------ | ----------------- | --------------- |
| 50         | QAB 琉球朝日放送   | 映像100mW /音声25mW | 映像780mW /音声195mW | 沖縄県       | 約350世帯         | 1998年 9月12日  |
| 52         | OTV 沖縄テレビ放送 | 映像100mW /音声25mW | 映像780mW /音声195mW | 沖縄県       | 約350世帯         | 1983年 12月21日 |
| 54         | RBC 琉球放送       | 映像100mW /音声25mW | 映像780mW /音声195mW | 沖縄県       | 約350世帯         | 1983年 12月21日 |
| 56         | NHK 沖縄総合       | 映像100mW /音声25mW | 映像790mW /音声200mW | 沖縄県       | 約350世帯         | 1983年 12月21日 |
| 58         | NHK 沖縄教育       | 映像100mW /音声25mW | 映像790mW /音声200mW | 全国         | 約350世帯         | 1983年 12月21日 |

- 地上デジタルテレビジョン放送は親局及び宜野湾テレビ中継局でカバーされることが判明したため置局されず、2011年7月24日24時の停波を以って、廃局となった。
- ケーブルテレビの沖縄ケーブルネットワーク（OCN）のサービスエリア内であるため、OCNに加入している世帯は当中継局を受信しない。